# Cosmosoma voltumna
Cosmosoma voltumna är en fjärilsart som beskrevs av Druce 1897. Cosmosoma voltumna ingår i släktet Cosmosoma och familjen björnspinnare. Inga underarter finns listade i Catalogue of Life.